# Cheumatopsyche fansipangensis
Cheumatopsyche fansipangensis is een schietmot uit de
familie Hydropsychidae. De soort komt voor in het Oriëntaals gebied.
De wetenschappelijke naam voor de soort werd voor het eerst geldig gepubliceerd in 1996 door Wolfram Mey.